# Euroleague Basketball 2003-2004
L'Eurolega di pallacanestro 2003-2004 ha visto la vittoria del Maccabi Tel Aviv. Arvydas Sabonis venne nominato MVP della regular season e della Top 16, e Anthony Parker, MVP delle Final Four.

## Squadre partecipanti
| Italia - Fortitudo Bologna - Mens Sana Siena - Pall. Treviso - Virtus Roma | Spagna - Barcellona - Saski Baskonia - Málaga - Valencia | Grecia - AEK Atene - Olympiakos - Panathīnaïkos | Francia - ASVEL - Pau-Lacq-Orthez | Slovenia - Krka Novo mesto - Olimpija Lubiana |
| Turchia - Efes Pilsen - Ülkerspor                                          | Croazia - Cibona Zagabria                                | Germania - Alba Berlino                         | Israele - Maccabi Tel Aviv        | Lituania - Žalgiris Kaunas                    |
| Polonia - Śląsk Breslavia                                                  | Russia - CSKA Mosca                                      | Serbia e Montenegro - Partizan                  |                                   |                                               |

## Regular Season

### Gruppo A
|    | Squadra           | Pld | W  | L  | PF   | PA   | Diff |
| -- | ----------------- | --- | -- | -- | ---- | ---- | ---- |
| 1. | FC Barcelona      | 14  | 12 | 2  | 1086 | 937  | +149 |
| 2. | Cibona Zagabria   | 14  | 8  | 6  | 1122 | 1101 | +21  |
| 3. | Ülker Istanbul    | 14  | 8  | 6  | 1023 | 1050 | −27  |
| 4. | Olimpija Lubiana  | 14  | 6  | 8  | 1093 | 1123 | −30  |
| 5. | Pau-Orthez        | 14  | 6  | 8  | 1141 | 1130 | +11  |
| 6. | AEK Atene         | 14  | 6  | 8  | 1066 | 1099 | −33  |
| 7. | Partizan Belgrado | 14  | 6  | 8  | 1081 | 1078 | +3   |
| 8. | Lottomatica Roma  | 14  | 4  | 10 | 997  | 1091 | −94  |

### Gruppo B
|    | Squadra           | Pld | W  | L  | PF   | PA   | Diff |
| -- | ----------------- | --- | -- | -- | ---- | ---- | ---- |
| 1. | CSKA Mosca        | 14  | 11 | 3  | 1118 | 984  | +134 |
| 2. | Maccabi Tel Aviv  | 14  | 11 | 3  | 1261 | 1169 | +92  |
| 3. | Skipper Bologna   | 14  | 8  | 6  | 1206 | 1173 | +33  |
| 4. | Montepaschi Siena | 14  | 7  | 7  | 1083 | 1068 | +15  |
| 5. | Panathinaikos     | 14  | 7  | 7  | 1141 | 1113 | +28  |
| 6. | Žalgiris Kaunas   | 14  | 6  | 8  | 1142 | 1142 | 0    |
| 7. | Unicaja Málaga    | 14  | 4  | 10 | 1051 | 1111 | −60  |
| 8. | Krka Novo Mesto   | 14  | 2  | 12 | 947  | 1189 | −242 |

### Gruppo C
|    | Squadra            | Pld | W  | L  | PF   | PA   | Diff |
| 1. | Efes Pilsen        | 14  | 10 | 4  | 1066 | 1002 | +64  |
| 2. | Benetton Treviso   | 14  | 10 | 4  | 1185 | 1067 | +118 |
| 3. | Pamesa Valencia    | 14  | 9  | 5  | 1149 | 1089 | +60  |
| 4. | TAU Cerámica       | 14  | 9  | 5  | 1183 | 1127 | +56  |
| 5. | Olympiacos         | 14  | 7  | 7  | 1109 | 1108 | +1   |
| 6. | Idea Śląsk Wrocław | 14  | 6  | 8  | 1110 | 1163 | −53  |
| 7. | ALBA Berlino       | 14  | 3  | 11 | 1075 | 1170 | −95  |
| 8. | ASVEL Villeurbanne | 14  | 2  | 12 | 982  | 1133 | −151 |

## Top 16

### Gruppo D
|    | Squadra         | Pld | W | L | PF  | PA  | Diff |
| -- | --------------- | --- | - | - | --- | --- | ---- |
| 1. | CSKA Mosca      | 6   | 5 | 1 | 477 | 436 | +41  |
| 2. | TAU Cerámica    | 6   | 4 | 2 | 505 | 477 | +28  |
| 3. | Cibona Zagabria | 6   | 2 | 4 | 422 | 449 | −27  |
| 4. | Olympiacos      | 6   | 1 | 5 | 436 | 477 | −41  |

### Gruppo E
|    | Squadra          | Pld | W | L | PF  | PA  | Diff |
| -- | ---------------- | --- | - | - | --- | --- | ---- |
| 1. | Skipper Bologna  | 6   | 5 | 1 | 484 | 457 | +27  |
| 2. | Efes Pilsen      | 6   | 4 | 2 | 427 | 390 | +37  |
| 3. | Pau-Orthez       | 6   | 2 | 4 | 452 | 486 | −34  |
| 4. | Olimpija Lubiana | 6   | 1 | 5 | 438 | 468 | −30  |

### Gruppo F
|    | Squadra           | Pld | W | L | PF  | PA  | Diff |
| -- | ----------------- | --- | - | - | --- | --- | ---- |
| 1. | Montepaschi Siena | 6   | 4 | 2 | 498 | 461 | +37  |
| 2. | Benetton Treviso  | 6   | 4 | 2 | 510 | 494 | +16  |
| 3. | FC Barcelona      | 6   | 2 | 4 | 445 | 452 | −7   |
| 4. | Panathinaikos     | 6   | 2 | 4 | 460 | 506 | −46  |

### Gruppo G
|    | Squadra          | Pld | W | L | PF  | PA  | Diff |
| -- | ---------------- | --- | - | - | --- | --- | ---- |
| 1. | Maccabi Tel Aviv | 6   | 4 | 2 | 452 | 406 | +46  |
| 2. | Pamesa Valencia  | 6   | 4 | 2 | 418 | 421 | −3   |
| 3. | Žalgiris Kaunas  | 6   | 3 | 3 | 520 | 507 | +13  |
| 4. | Ülker Istanbul   | 6   | 1 | 5 | 449 | 505 | −56  |

## Final Four

### Semifinali
|  | Skipper Bologna | 103 – 102 (OT) | Montepaschi Siena | Nokia Arena, Tel Aviv | 29 aprile 2004 |

|  | Maccabi Tel Aviv | 93 – 85 | CSKA Mosca | Nokia Arena Tel Aviv | 29 aprile 2004 |

### Finale 3º/4º posto
|  | CSKA Mosca | 97 – 94 | Montepaschi Siena | Nokia Arena, Tel Aviv | 1º maggio 2004 |

### Finale 1º/2º posto
|  | Maccabi Tel Aviv | 118 – 74 | Skipper Bologna | Nokia Arena, Tel Aviv | 1º maggio 2004 |

| Eurolega 2003-2004         |
| -------------------------- |
| Maccabi Tel Aviv 4º titolo |

## Formazione vincitrice
| N° | Naz.                   | Ruolo | Sportivo             |  | Alt. |  |
| -- | ---------------------- | ----- | -------------------- |  | ---- |  |
| 4  | Israele (bandiera)     | P     | Avi Ben-Chimol       |  | 195  |  |
| 5  | Stati Uniti (bandiera) | AG    | Maceo Baston         |  | 211  |  |
| 6  | Stati Uniti (bandiera) | P     | Derrick Sharp        |  | 183  |  |
| 7  | Croazia (bandiera)     | C     | Nikola Vujčić        |  | 211  |  |
| 8  | Stati Uniti (bandiera) | G     | Anthony Parker       |  | 198  |  |
| 9  | Israele (bandiera)     | AG    | Gur Shelef           |  | 200  |  |
| 10 | Israele (bandiera)     | G     | Tal Burstein         |  | 198  |  |
| 11 | Israele (bandiera)     | G     | Yotam Halperin       |  | 196  |  |
| 13 | Lituania (bandiera)    | P     | Šarūnas Jasikevičius |  | 193  |  |
| 14 | Croazia (bandiera)     | C     | Bruno Šundov         |  | 218  |  |
| 15 | Stati Uniti (bandiera) | AG    | Deon Thomas          |  | 204  |  |
| 33 | Stati Uniti (bandiera) | AP    | David Bluthenthal    |  | 201  |  |
|    | Israele (bandiera)     | All.  | Pini Gershon         |  |      |  |

## Premi

### Riconoscimenti individuali
- Euroleague MVP:  Arvydas Sabonis,  Žalgiris Kaunas
- MVP Top 16:  Arvydas Sabonis,  Žalgiris Kaunas
- Euroleague Final Four MVP:  Anthony Parker,  Maccabi Tel Aviv

### Quintetti ideali
- All-Euroleague First Team:
  -  Šarūnas Jasikevičius,  Maccabi Tel Aviv
  -  Marcus Brown,  CSKA Mosca
  -  Dejan Bodiroga,  FC Barcelona
  -  Mirsad Türkcan,  CSKA Mosca
  -  Arvydas Sabonis,  Žalgiris Kaunas
- All-Euroleague Second Team:
  -  Miloš Vujanić,  Skipper Bologna
  -  Lynn Greer,  Idea Slask
  -  David Vanterpool,  Montepaschi Siena
  -  Andrés Nocioni,  TAU Ceramica
  -  Nikola Vujčić,  Maccabi Tel Aviv